# John Strachey (géologue)
Pour les articles homonymes, voir John Strachey et Strachey.
John Strachey, né le 10 mai 1671 à Sutton Court, près de Chew Magna, Somerset et mort le 11 juin 1743 à Greenwich, est un géologue britannique.

## Biographie
Fils unique de John Strachey (1634–1675), avocat à Gray's Inn, Londres et de Jane Hodges (1643–1727), il hérite des propriétés de son père à l'âge de trois ans. Il est inscrit en 1686 à Trinity College, Oxford, mais dès l'année suivante, il est étudiant en droit à Middle Temple, et est admis au barreau en 1688. 

## Activités scientifiques et éditoriales
Il est connu à la fois comme topographe et comme géologue. En 1708, il utilise les données d'une enquête sur le Somerset, dans la perspective d'établir une carte du comté, projet auquel il travaille durant 25 ans. Il édite la carte en 1736, sans rencontrer un grand succès : seuls 52 souscripteurs l'acquièrent. Une version corrigée paraît en 1738. 
Il s'intéresse également à la géologie. En 1719, il autorise son beau-frère à rechercher des mines de charbon sur son domaine. Il écrit une communication exposant une théorie de formation des roches connue comme la théorie des strates, que Robert Welsted présente à la Royal Society en 1719 et qui vaut à John Strachey d'être accepté comme membre de la Société la même année. Ce travail a été développé ultérieurement par le géologue William Smith. En 1721, il réalise un voyage en Écosse et développe ses théories sur le charbon et les strates, pour lesquelles il propose une nouvelle contribution à la Royal Society (1725). Il publie un fascicule intitulé Observations on the Different Strata of Earths and Minerals en 1727.
Il est l'auteur de publications dans d'autres domaines, notamment une liste des maisons religieuses du comté du Somerset en 1731.
Il se marie deux fois, avec Elizabeth Elletson, puis avec Christina Staveley.

## Publications
- Observations on the Different Strata of Earths and Minerals, 1727
- An Alphabetical List of the Religious Houses in Somersetshire, 1731
- An Index to the Records, 1739

## Hommage
- 1719 : membre de la Royal Society
- Strachey Stump, une montagne de l'Antarctique, est nommée d'après lui.